# 大原麻琴
大原 麻琴（おおはら まこと、1972年9月30日 - ）は、日本の元バラエティータレント、タレント、女優。本名同じ。東京都出身。血液型はB型。1989年までの芸名は大原 真琴。所属事務所はセントラル子供タレントを経てオフィスエムアンドビー。身長167cm、スリーサイズはB92、W59、H85。

## 経歴
1980年代後半にデビュー。水着グラビアでの抜群のプロポーションで人気を獲得し、多数のCM出演と並行してテレビ番組・映画にて活動する。
1993年に写真集「BODY LANGUAGE」「PALADIS」にてヘアヌードになる。以後の消息は不明。

## 主な出演作品

### テレビドラマ
- 愛しあってるかい!（1989年、フジテレビ）- 表参道女子校生徒 役
- 不思議少女ナイルなトトメス 第6話「チョコレート好きな悪魔」（1991年、フジテレビ）

### バラエティー番組
- パオパオチャンネル（1990年、テレビ朝日） - アシスタント

### 映画
- 櫻の園（1990年、中原俊監督）- 佐野留美子 役
- びんばりハイスクール (1990年）

### オリジナルビデオ
- 冒険してもいい頃2（1993年） - 主演

### イメージビデオ
- EL DORADO（1993年2月）
- スーパー美少女館 Aphrodite アフロディーテ（1993年6月）
- ビデオマガジンBeppin Vol.28（1991年8月、笠倉出版社）
- プチデビュー vol.6（1993年7月、笠倉出版社）

### CM
- アクティオ（1989年）
- 東京商科学院（1990年）
- 日通工「POSシステム」（1990年）
- キヤノン「EOS」（1991年）
- ジョンソン「スキンガード・ムースタイプ」（1991年）
- 花王「シフォネ」（1991年）
- ヤマタノオロチ (1991年）
- カルビー「ア・ラ・ポテト」（1992年）
- カルピス食品工業「カルピス」（1992年）

## 書籍

### 写真集
- BODY LANGUAGE―大原麻琴写真集（1993年3月、落合遼一撮影、英知出版） ISBN 4754213343
- PALADIS―大原麻琴写真集（1993年9月、英隆撮影、ワニブックス） ISBN 484702334X
- Heaven―大原麻琴・沢木まちこ・立原貴美写真集（1994年4月、野村誠一撮影、ぶんか社） ISBN 482112016X

### その他
- モーターファン別冊 ニューモデル速報第179弾「コロナ・プレミオのすべて」（1996年1月・記事内モデル）